# Niccolò II di Saint-Omer
Niccolò II di Saint-Omer o anche Nicholas (... – 1294) è stato un nobile e cavaliere medievale francese.
Era il signore di una parte di Tebe nella Grecia franca dal 1258 fino alla sua morte nel 1294. Dai suoi due matrimoni divenne uno dei baroni più ricchi e potenti del suo tempo, costruendo uno splendido castello a Tebe e il vecchio castello Navarino. Tra il 1287 e il 1289 prestò servizio come Balivo del Principato di Acaia per conto degli Angioini di Napoli.

## Biografia
Nicholas era il figlio di Bela di Saint Omer e Bonne de la Roche, sorella del Signore di Atene e Tebe, Guido I de la Roche. Dopo il loro matrimonio, nel 1240, Guido diede a Bela la signoria su metà di Tebe.
Insieme ai suoi fratelli, Otho e John, partecipò alla Guerra di successione eubeota nei ranghi della coalizione della maggior parte dei principi della Grecia franca, che si oppose alle politiche espansionistiche del principe di Acaia, Guglielmo II di Villehardouin. Nel 1273, Carlo I di Napoli lo mandò come suo inviato alle corti bulgare e serbe, ma presto cadde in disgrazia con Carlo, e fu costretto a scambiare i suoi possedimenti in Morea con altre in Sicilia, sotto il diretto controllo di Carlo. La sua posizione e i suoi domini non furono ripristinati fino alla morte di Carlo I nel 1285. Durante questo periodo, Nicholas risiedeva spesso in Italia, dove il re incaricava lui e altri baroni visitatori di Moreote come consiglieri per gli affari del Principato.
Nel 1287, il reggente napoletano Roberto d'Artois lo nominò governatore rappresentativo degli Angioini (bailli) nel Principato di Acaia, in successione di Guglielmo I di Atene, che era appena morto e il cui erede, Guido II, era ancora minorenne. A quel tempo, Nicholas era il secondo barone più ricco e influente che viveva nell'Asia orientale dopo Guido. Continuò la politica di fortificazione della Messenia da parte di Guglielmo e costruì il castello a Navarino e una piccola fortezza a Maniatochori vicino a Modon. Il suo regime fu ricordato per la sua pace e prosperità: secondo la Cronaca della Morea, "governò con nobiltà e saggezza e mantenne il paese in pace". Gli succedette nel 1289 dal barone di Vostitsa, Guido de Charpigny.
Nicholas si sposò due volte, entrambe le volte in ricche ereditiere. La sua prima moglie fu Maria di Antiochia, figlia di Boemondo VI d'Antiochia, e la sua seconda moglie, ca. 1280, era Anna, figlia di Michele II d'Epiro e vedova di Guglielmo II di Villehardouin. Con l'aiuto finanziario di Maria di Antiochia, Nicola costruì il Castello di Saint Omer (in greco Σανταμέρι, Santameri) nella Cadmea, l'antica acropoli di Tebe, che è molto lodata dalla Cronaca della Morea come la più forte e la più bella in Grecia. Era riccamente arredato e decorato con affreschi raffiguranti le imprese dei suoi antenati in Terra Santa. Oggi sopravvive solo una torre. D'altra parte, Anna, come principessa vedova, portò con sé una considerevole proprietà, compresi i castelli di Kalamata e Chlemoutsi, comprendendo "alcune delle terre più fertili e la fortezza più forte della Morea", secondo A. Bon. Questo preoccupato re Carlo, che era riluttante a cedere questi territori a un soggetto già molto potente e ricco; nel caso, furono scambiati nel settembre 1281 con la metà dei domini del defunto Leonardo da Veroli, comprendente proprietà sia nella Morea (in Elis e Messenia) che in Italia.
Entrambi i suoi matrimoni erano senza figli e alla sua morte, nel 1294, gli succedette il fratello minore Otho.